# Golpe de Estado en España de 1926
El golpe de Estado en España de 1926, también conocido como Sanjuanada porque estaba previsto para la noche del 24 de junio, noche de San Juan, fue un golpe de Estado que fracasó en su intento de poner fin a la dictadura de Primo de Rivera, instaurada en España mediante otro golpe de Estado en septiembre de 1923. Fue el primer intento de golpe de Estado contra la dictadura.

## Antecedentes: la política militar de la Dictadura de Primo de Rivera
Como ha destacado Eduardo González Calleja, la política militar de la Dictadura "resultó caótica y contradictoria" como se pudo comprobar en la cuestión de Marruecos —primero defendiendo la postura "abandonista", apoyada por los militares junteros y cuestionada por los militares africanistas, y luego la intervencionista, defendida por los africanistas y criticada por los junteros— y en la política de ascensos, convertida "en el reino de la contradicción y la arbitrariedad".
La gestión de los ascensos siempre había sido un tema muy polémico, especialmente en el Arma de Infantería, pues los junteros defendían que sólo se tuviera en cuenta la antigüedad, mientras que los africanistas patrocinaban los méritos de guerra. Progresivamente la Dictadura fue tomando el control de la Junta de Clasificación de generales y coroneles, por lo que fue Primo de Rivera quien en última instancia decidía los ascensos, recompensando a los militares afines y castigando a los críticos. Un Real Decreto de 4 de julio de 1926 estableció que no era necesario comunicar los motivos de por qué determinados jefes y oficiales no habían sido ascendidos y además se les negaba cualquier posibilidad de recurso. La arbitrariedad resultante en los ascensos —que se hizo evidente sobre todo tras el desembarco de Alhucemas en que se produjo un aluvión de promociones por méritos de guerra— motivó el distanciamiento de algunos jefes y oficiales que empezaron a conspirar contra la Dictadura contactando con políticos de los partidos del turno desalojados del poder. "Muchas de las memorias y obras políticas escritas por militares durante estos años y en los posteriores dejan traslucir agravios personales, antes que una militancia antidictatorial cimentada en profundas convicciones ideológicas", afirma González Calleja.

## La conspiración
El primer complot serio contra la Dictadura fue organizado en 1925 por el coronel de caballería Segundo García García, aunque sólo pudo contar con un militar de relieve, el general Eduardo López Ochoa. Los conjurados, entre los que se encontraban destacados miembros de la "vieja política" como el conde de Romanones y Melquíades Álvarez (presidentes de la Cámaras que habían sido clausuradas), pretendían restablecer la Constitución de 1876 y convocar a las Cortes suspendidas en 1923, bajo el lema, ideado por Romanones, «ni reacción, ni revolución; Monarquía y régimen parlamentario», aunque López Ochoa discrepó y consideró que el objetivo no debía ser el retorno a la situación anterior al golpe de Estado de Primo de Rivera, sino la convocatoria de Cortes Constituyentes. La conspiración fue descubierta muy pronto, pero Primo de Rivera no les impuso a los implicados penas severas, tratándolos "como si fueran cadetes traviesos", según el historiador Gabriel Cardona. "No había comprendido que se trataba de un síntoma inquietante", añade Cardona.
El coronel García, desde el casino militar de Madrid, donde estaba recluido en prisión atenuada, siguió conspirando, y entró en contacto con la recién constituida Alianza Republicana que aglutinaba a los partidos republicanos y que había sido promovida por el catedrático de la Universidad Central José Giral. A esta conjura se unieron políticos de la Restauración, como el reformista Melquíades Álvarez y el liberal conde de Romanones. La conspiración cobró importancia cuando se unieron a ella los dos generales más antiguos del Ejército español: Valeriano Weyler —al parecer incitado por la antigua regente María Cristina de Habsburgo-Lorena, que estaba preocupada por la identificación de su hijo, el rey Alfonso XIII, con la Dictadura— y Francisco Aguilera y Egea. Finalmente fue este último el que encabezó la conspiración, debido a la avanzada edad de Weyler, rondaba los 90 años, y también a que Primo de Rivera lo había cesado de sus cargos de jefe del Estado Mayor Central, consejero de Estado y presidente de la Junta de Clasificación, cuando le llegaron noticias de las entrevistas que había mantenido con María Cristina de Habsburgo. En la casa de Weyler en Madrid se celebraron algunas de las reuniones de los conspiradores.
La mayor parte de los oficiales comprometidos en la conjura eran del Cuerpo de Artillería. Estos estaban en contra del decreto publicado el 9 de junio de 1926 por el que se unificaban los sistemas de ascensos en todas las Armas y Cuerpos del Ejército, lo que dejaba fuera a la "escala cerrada" que defendían los artilleros y que consistía en que los ascensos se producían exclusivamente por antigüedad. El decreto también prohibía una práctica habitual entre los oficiales del Cuerpo de Artillería de cambiar los ascensos por méritos de guerra por condecoraciones.
El objetivo del general Aguilera era, una vez derrocado Primo de Rivera, formar un gobierno liberal presidido por él mismo o por Melquíades Álvarez, y en el que el conde de Romanones ocuparía el Ministerio de Estado, Niceto Alcalá-Zamora el Ministerio de Gracia y Justicia y Manuel de Burgos y Mazo el Ministerio de Gobernación. Sin embargo, los generales de menor edad comprometidos con el golpe, como López Ochoa, Riquelme o Queipo de Llano, no se conformaban con la restauración de la Constitución de 1876 sino que propugnaban la convocatoria de Cortes Constituyentes que decidieran la forma de gobierno, y los oficiales más jóvenes, como el comandante Ramón Franco o el capitán Fermín Galán, iban mucho más lejos pues defendían la proclamación de la República.

## El golpe abortado
El plan de los conjurados consistía en que el general Aguilera se trasladaría a Valencia y allí se sublevaría, contando con el apoyo de un Comité revolucionario encabezado por el teniente coronel Bermúdez de Castro —la razón de escoger Valencia fue que se trataba de un punto equidistante de Madrid, Barcelona y Zaragoza, tres enclaves fundamentales del Ejército—. A continuación se alzarían en Madrid los militares comprometidos de la capital, encargándose el general Riquelme de asumir el mando de la capitanía general —los conjurados también contaban con el apoyo del general Domingo Batet, gobernador militar de Tarragona, y del general Gil Dolz de Castellar, capitán general de Valladolid, aunque éste en el último momento se echó atrás, además de grupos de militares en Galicia, Andalucía, Aragón y Cataluña—. Inmediatamente Melquíades Álvarez y el conde de Romanones visitarían al rey para exigirle la destitución de Primo de Rivera y el nombramiento de Aguilera como nuevo jefe de gobierno, cargo en el que estaría poco tiempo para dar paso a un gabinete civil. La fecha fijada para la sublevación fue la noche del 24 de junio, noche de San Juan.

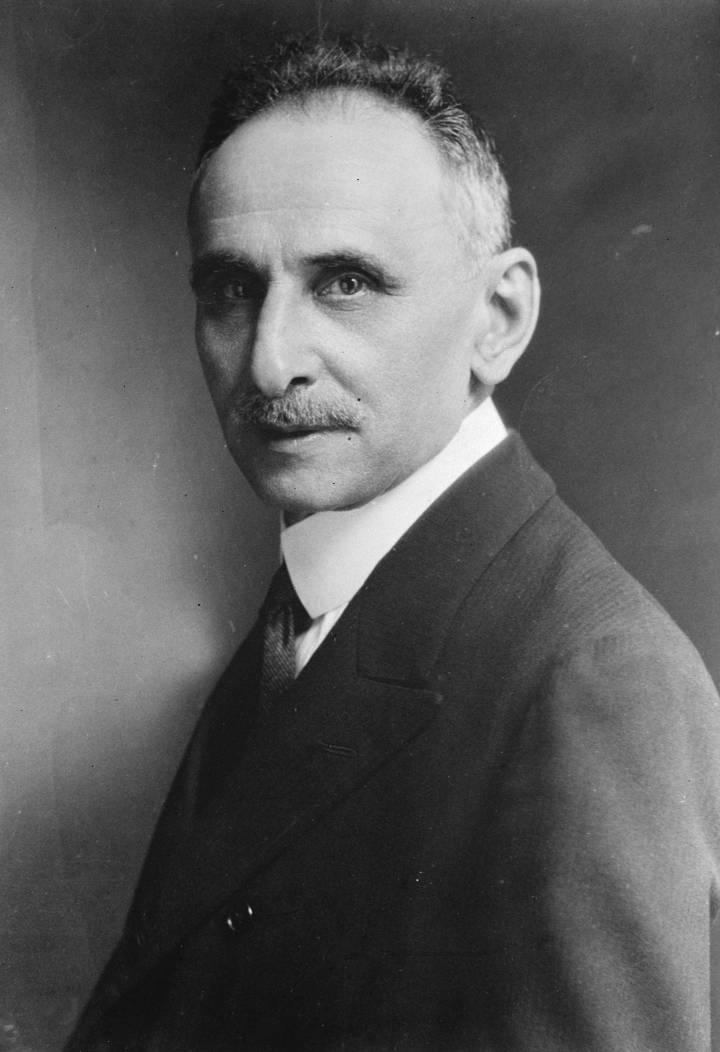
Melquíades Álvarez, autor del Manifiesto del golpe

Melquíades Álvarez quedó encargado de redactar el manifiesto del golpe dirigido «A la Nación y al Ejército de mar y tierra», en el que entre otras cosas se decía:

El Ejército no puede tolerar que utilicen su bandera y su nombre para mantener a un régimen que despoja al Pueblo de sus derechos.[…] [Reclamamos] el restablecimiento de la legalidad constitucional. Reintegración del Ejército, para la mejor defensa de su prestigio, a sus peculiares fines. Mantenimiento del orden y adopción de medidas que garanticen la constitución de unas Cortes libremente elegidas y que, por ser soberanas, necesitan expresar la verdadera voluntad nacional.

Siguiendo el plan acordado, el general Aguilera, acompañado por el coronel Segundo García, se trasladó a Valencia a donde llegó el día 23 de junio por la tarde, pero cuando se reunió en Godella, a pocos kilómetros de Valencia, con los responsables locales del golpe comprobó que las fuerzas comprometidas eran muy reducidas —algunos conspiradores habían sido detenidos por la policía y otros se habían desvinculado del golpe ante la actuación policial—. A pesar de todo Aguilera decidió continuar, pero el teniente coronel Bermúdez de Castro fue detenido por lo que se frustró el planeado asalto a la capitanía general. Entonces Aguilera decidió dirigirse a Tarragona, con la intención de sublevarse allí, contando con el apoyo del gobernador militar, el general Domingo Batet, también comprometido en la sublevación. Pero la guardia civil los detuvo a los dos en el hotel de Tarragona donde se reunieron. La Guardia Civil encontró en el equipaje del general Aguilera más de doscientos ejemplares del Manifiesto a la Nación y al Ejército de Mar y Tierra que había redactado Melquiades Álvarez, y que estaba firmado por el propio general Aguilera y por el general Weyler.
Mientras tanto en Madrid, en la noche de San Juan se leyó el Manifiesto del golpe en el Ateneo de Madrid «en un clima de euforia», según Gabriel Cardona, pero las fuerzas de seguridad controlaban la capital y la guardia civil detuvo al grupo de estudiantes de ingeniería que encabezados por Antonio María Sbert iban a tomar el Palacio de Comunicaciones de la plaza de Cibeles, para hacerse cargo del servicio de telégrafos.
Una de las claves del fracaso del golpe fue que el plan fue conocido por el rey, porque algunos de los conjurados habían contactado con personajes cercanos al monarca —el propio Aguilera había informado a la reina madre María Cristina—, y Alfonso XIII «decidió apostar por Primo de Rivera, que le parecía más seguro y, desde luego, más cómodo» y porque «sospechaba que, si caía la Dictadura, sería muy difícil establecer un gobierno estable», afirma Gabriel Cardona.

## Consecuencias

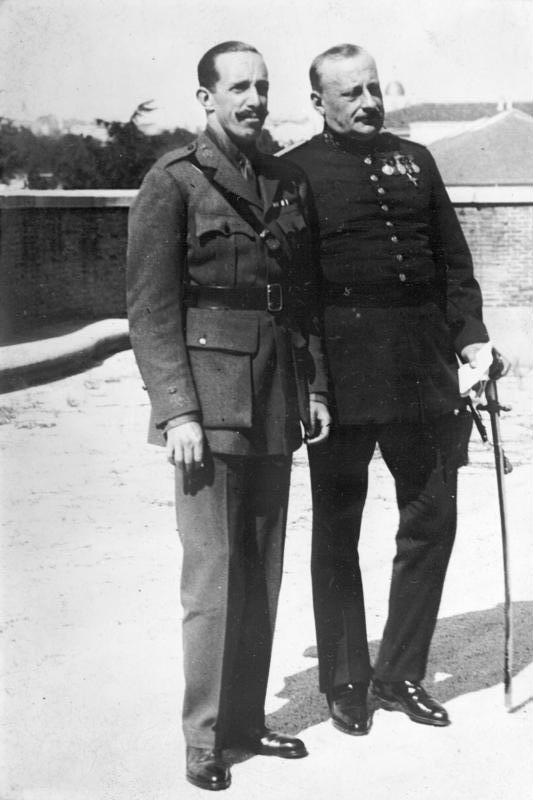
El rey Alfonso XIII y el dictador Miguel Primo de Rivera.

Además de los generales Aguilera y Batet, detenidos en Tarragona, y del teniente coronel Bermúdez de Castro, arrestado en Valencia, fueron detenidos la misma noche de San Juan el capitán Fermín Galán, uno de los enlaces del coronel Segundo García, y varios políticos y sindicalistas implicados, entre ellos Ángel Pestaña. Más tarde fue arrestado el general Weyler, cuando regresó a Madrid tras haberse retirado a su casa de Mallorca, en espera de acontecimientos.
El día 26 de junio los periódicos publicaron una «Nota oficiosa» del Gobierno en la que éste daba su versión de lo sucedido:

Un corto número de personas, cegadas, sin duda, por pasiones, ambición o desesperación, venían intentando desde hace unas semanas la organización de un complot, fundándolo en que va transcurriendo mucho tiempo sin gozar de las libertades ni del régimen constitucional puro. Añoran, por lo que se ve, los tiempos anteriores al 13 de septiembre en que disfrutaban de eso y, además, del terrorismo, del separatismo, de la impiedad, del descrédito monetario, del desdén mundial, del desbarajuste en Marruecos y de la ruina y abandono de la producción agrícola e industrial. Allá ellos con su parecer. La inmensa mayoría española demuestra a diario querer la perseverancia del régimen y del Gobierno actual.[…]
La Jefatura de Seguridad, que tan brillantes servicios viene prestando, ha hecho abortar la escandalera en proyecto, documentándose lo suficiente para conocer a las personas que tramaban este absurdo complot.[…]
 El mosaico de los conspiradores no puede ser más abigarrado y grotesco: un grupo de sindicalistas, otro de republicanos y de intelectuales anarquizantes, calificados por su constante acción demoledora, algunas personas que, por su edad, categoría y posición, nadie las creería capaces de marchar en tal compañía y la docena de militares descontentos y de carácter rebelde e indisciplinado, que son excepción de la clase, y siempre voluntarios agentes de enlace para esta clase de aventuras. […] Los conspiradores, naturalmente, no han encontrado eco en ningún sector social y, a juzgar por el error en que han incurrido, no deben ser personas inteligentes para apreciar las circunstancias nacionales y las razones poderosísimas, por las que un pueblo y un Ejército, por excepción que se puede dar una vez por siglo, dan su calor y apoyo a un cambio de régimen político, cosa bien distinta de un pronunciamiento vulgar a la antigua, movido por el despecho a la ambición, unidos a la insensatez. 
 No parece necesario anticipar las medidas que el Gobierno tomará disciplinaria y gubernativamente, sin perjuicio de las penas que en su día impongan los Tribunales; la opinión pública las irá conociendo, y es de esperar quede satisfecha del vigor con que el Gobierno cuida la tranquilidad social y garantiza de perturbaciones al desenvolvimiento nacional.

Sin esperar al juicio Primo de Rivera impuso a los implicados cuantiosas multas, proporcionales a sus respectivas fortunas. Así el conde de Romanones fue multado con 500 000 pesetas (una fortuna para la época), el general Aguilera con 200 000; el general Weyler, Gregorio Marañón y el exsenador Manteca con 100 000; el general Batet con 15 000, y otros con cantidades menores. En la sanción de Weyler se decía que se le aplicaba por «su probada intervención o concomitancia, más o menos acentuada, en la preparación de sucesos que pudieran determinar grave daño a la Nación y por promover frecuentemente con sus augurios y palabras inquietud en el ánimo público, y dificultades para el Gobierno del País». El general Aguilera, por su parte, se negó a pagar la multa, por lo que el gobierno ordenó el embargo de todos sus bienes y de su sueldo.
El 18 de abril de 1927 se celebró el consejo de guerra en el que los generales Weyler y Batet, junto con otras 17 personas, fueron declarados inocentes —a pesar de ello Primo de Rivera ordenó que el nombre de Weyler fuera retirado de las calles o plazas que lo llevaran—. El general Aguilera sólo fue condenado a seis meses y un día. En cambio fueron expulsados del Ejército el coronel Segundo García, condenado a 8 años; el teniente coronel Bermúdez de Castro, condenado a 6 años y un día; y los capitanes Fermín Galán y Perea y el teniente Rubio Villanuevas, condenados a 4 años.
El dictador Primo de Rivera intentó minimizar la importancia del golpe, pero como señaló el político republicano Alejandro Lerroux «no se diga que aquello fue una botaratada: en el banco de los acusados estuvo el capitán general del Ejército [Weyler] y el teniente general número 1 de la escala, que acababa de dimitir del cargo de presidente del Consejo Supremo de Guerra y Marina [Aguilera]». Por otro lado y a pesar del fracaso, Melquiades Álvarez, el redactor del Manifiesto del golpe, vio algo positivo en la Sanjuanada: «Malas y desagradables noticias son; pero ya estamos en el camino del triunfo. El movimiento tiene ya su cabeza y su ídolo. La República es obra de muy poco tiempo».